# Jimmy Floyd Hasselbaink
Jerrel Hasselbaink častěji známý jako Jimmy Floyd Hasselbaink (* 27. března 1972 v Paramaribu, Surinam) je bývalý nizozemský fotbalový útočník a pozdější trenér. Během své kariéry hrál v nizozemských, portugalských, anglických, španělských a velšských klubech. Vstřelil více než 300 soutěžních gólů.
V současnosti trénuje první tým Queens Park Rangers

## Klubová kariéra
Začínal v malém nizozemském klubu SC Telstar, poté se dostal přes Alkmaar a Campomaiorense do Boavisty Porto. Zde byl výraznou oporou a nebylo tak překvapení, když ho tehdejší manažer Leedsu George Graham přilákal na Elland Road. Vyšel ho na pouhé 2 miliony liber. Skóroval hned při svém debutu proti Arsenalu. Celkem si připsal za sezónu 16 branek. Sezónu následující vstřelil 18 gólů v 36 zápasech a výrazně dopomohl Leedsu ke 4. místu. Přestože na Elland Road odehrál Hasselbaink pouze dvě sezóny je označován jako jeden z nejlepších hráčů klubu. Poté se rozhodl s klubem neprodloužit smlouvu a stěhoval se za přestupní poplatek 12 milionů liber do Atlética Madrid. Skvěle se adaptoval na místní fotbal a vsítil celkem 32 branek ve všech soutěžích. Přesto ale Atlético sestoupilo. V roce 2000 proto odchází do Chelsea, kde zažil asi nejúspěšnější období své kariéry. V první ligové sezóně opanoval tabulku střelců s celkem 23 góly. V Chelsea tvořil nejúdernější útočné duo v Anglii s Eidurem Gudjohnsonem. Další sezónu zaznamenal ve všech soutěžích celkem 29 gólů, Gudjohnsen 23. Chelsea se tak dostala do finále FA Cupu, jenže Hasselbaink se před zápasem zranil a Chelsea prohrála na Millennium Stadium 0:2. V roce 2002 bylo Hasselbainkovi 30 a jakoby se to podepsalo na jeho výkonech. V sezóně 2002/03 vstřelil pouhých 11 branek a v další 17 ve všech soutěžích, které stačily i přes příchod Hernána Crespa a Adriana Mutua na titul nejlepšího střelce klubu. V Chelsea končil se zaznamenanými 87 góly ve 177 zápasech. Odešel do Middlesbrough, kde ovšem nepůsobil jako vyhaslá hvězda. Vstřelil 13 branek v 36 zápasech. Mimo jiné řídil vítězství 4:1 nad Manchesterem United a výrazně dopomohl klubu k postupu do finále Poháru UEFA, kde podlehl Seville 0:4. Po odchodu z Middlesbrough působil ještě v Charltonu či Cardiffu, až v roce 2008 ve svých 36 letech ukončil kariéru. Dodnes je na 9. místě v historickém pořadí střelců Premier League.

## Reprezentační kariéra
Hasselbaink debutoval v seniorské reprezentaci až v pozdějším věku. Bohužel pro něj jeho účast trpěla tím, že v té době mělo Nizozemsko řadu skvělých útočníku, jako byli nebo ještě jsou Dennis Bergkamp, Patrick Kluivert, Ruud van Nistelrooy, Pierre van Hooijdonk či Roy Makaay.
Hrál na Mistrovství světa ve Francii v roce 1998. Hasselbaink je jedním z pouhých sedmi nizozemských fotbalistů, kteří nastoupili za nizozemský národní tým, přestože nikdy nehráli v nizozemské Eredivisie.

## Úspěchy

### Klubové
Boavista
- Portugalský pohár (1997)
- Portugalský superpohár (1997)

Chelsea
- finalista FA Cupu (2002)
- FA Community Shield (2000)
- Premier League Asia Trophy (2003)

Middlesbrough
- finalista Poháru UEFA (2005/06)

Cardiff City
- finalista FA Cupu (2008)

### Reprezentační
Nizozemsko
- 4. místo na MS 1998